# Szklarka (dopływ Kamiennej)
Szklarka (niem. Kochel, Niedere Kochel) – potok, prawy dopływ Kamiennej o długości 6,78 km.
Potok płynie w Sudetach Zachodnich, w zachodniej części Karkonoszy. Wypływa na północnych zboczach Śmielca na wysokości 740 m n.p.m. z połączenia dwóch potoków - Górnej Szklarki i Niedźwiady. Przyjmuje wiele drobnych, bezimiennych potoków. W górnym biegu płynie na północ, by na wysokości Brzeźniaka skręcić na północny zachód. Opływa Łagodną i Bucznik, po czym skręca ponownie na północ, a później na północny wschód. Poniżej Szklarskiej Poręby tworzy wodospad. Uchodzi do Kamiennej w Szklarskiej Porębie Dolnej.

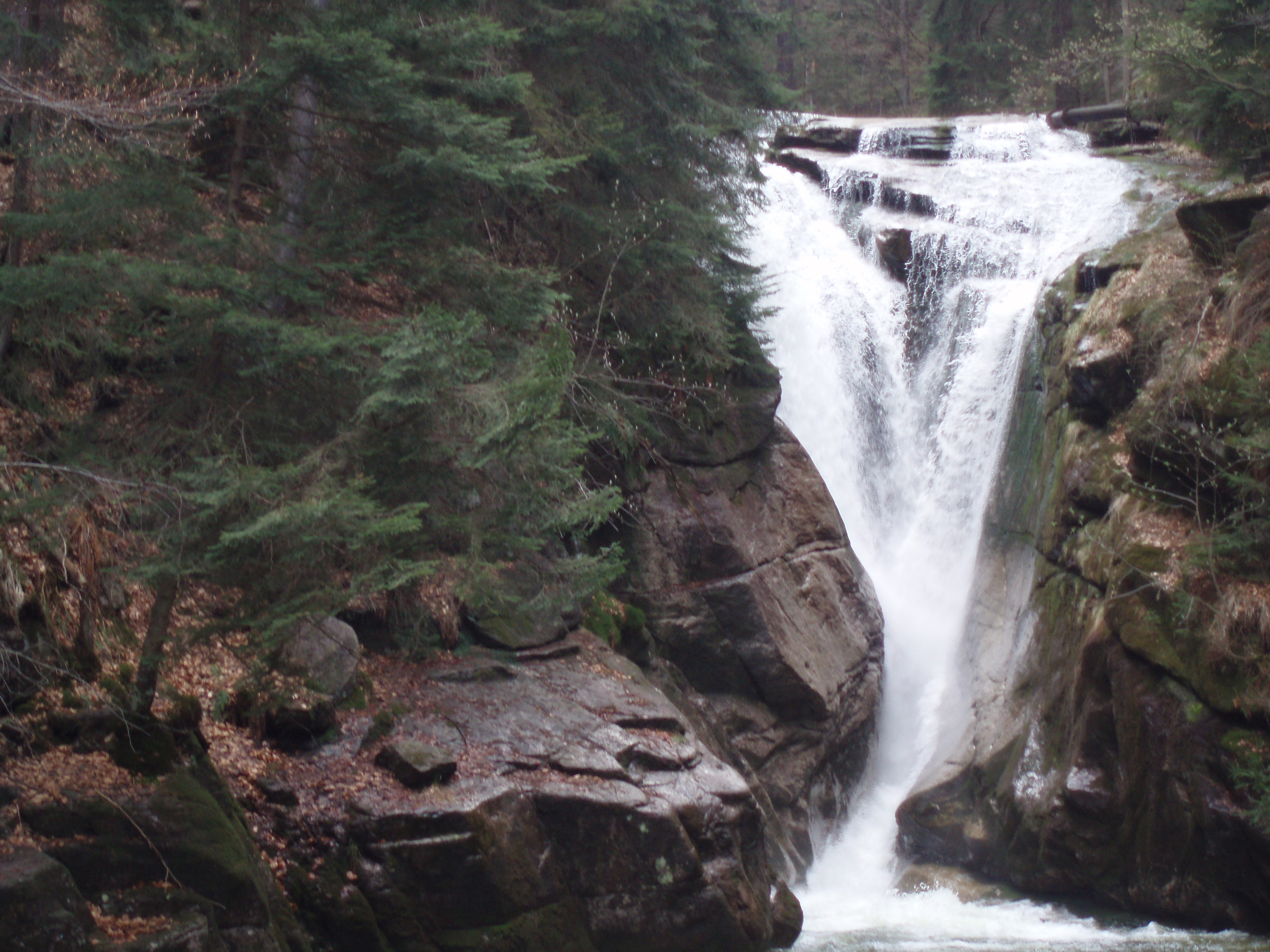
Wodospad Szklarki

Poza kilkoma bezimiennymi, Szklarka przyjmuje 3 lewe dopływy: Bielnik, Płócznik oraz Szrenicki Potok. Wraz z dopływami odwadnia północne stoki Karkonoszy pomiędzy Śmielcem a Szrenicą. Płynie po granicie i jego zwietrzelinie. Zlewnia Szklarki porośnięta jest górnoreglowymi lasami świerkowymi. 
Nad Szklarką, poniżej wodospadu, znajduje się Schronisko PTTK „Kochanówka”. Wzdłuż górnego biegu Szklarki biegnie czarny szlak turystyczny z Jagniątkowa do schroniska PTTK „Pod Łabskim Szczytem”, wzdłuż dolnego niebieski szlak z Piechowic do schroniska „Pod Łabskim Szczytem”.